# Bimil
Bimil (비밀?; lett. "Il segreto"), nota anche con il titolo internazionale Secret Love, è una serie televisiva sudcoreana del 2013.

## Trama
Kang Yoo-jung è profondamente innamorata del brillante e onesto avvocato Ahn Do-hoon, che intende sposarla, malgrado la disapprovazione della madre; una sera di pioggia, il giovane perde tuttavia il controllo dell'auto e investe accidentalmente una donna, Seo Ji-hee. Kang Yoo-jung, per evitare che la carriera dell'amato venga stroncata sul nascere, decide di prendersi la responsabilità dell'accaduto; spinto dal fidanzato di Ji-hee, la quale era peraltro incinta, Do-hoon è costretto a punire la fidanzata con la massima pena possibile, cinque anni di reclusione.
Uscita dal carcere, Kang Yoo-jung scopre che molte cose sono cambiate: il padre, per il dolore, si è ammalato e ha perso la ragione; Do-hoon ha fatto carriera e ha perso tutti i valori e gli ideali che lo contraddistinguevano anni prima. Jo Min-hyuk, fidanzato di Ji-hee, non si è invece ancora ripreso dall'accaduto e medita ancora vendetta nei confronti di Yoo-jung; i suoi piani lo porteranno però a conoscere la ragazza e a scoprire che era davvero diversa da come si aspettava, oltre che a svelare completamente cosa era accaduto la notte dell'incidente.